# Opisthacanthus
Opisthacanthus is een geslacht van schorpioenen uit de familie Hemiscorpiidae.

## Soorten
Er zijn 27 soorten die voorkomen in Afrika en Zuid-Amerika. Het geslacht wordt in drie ondergeslachten ingedeeld: Opisthacanthus (Zuid-Amerika), Monodopisthacanthus (Madagaskar) en Nepabellus (continenteel Afrika).